# Chimichurri

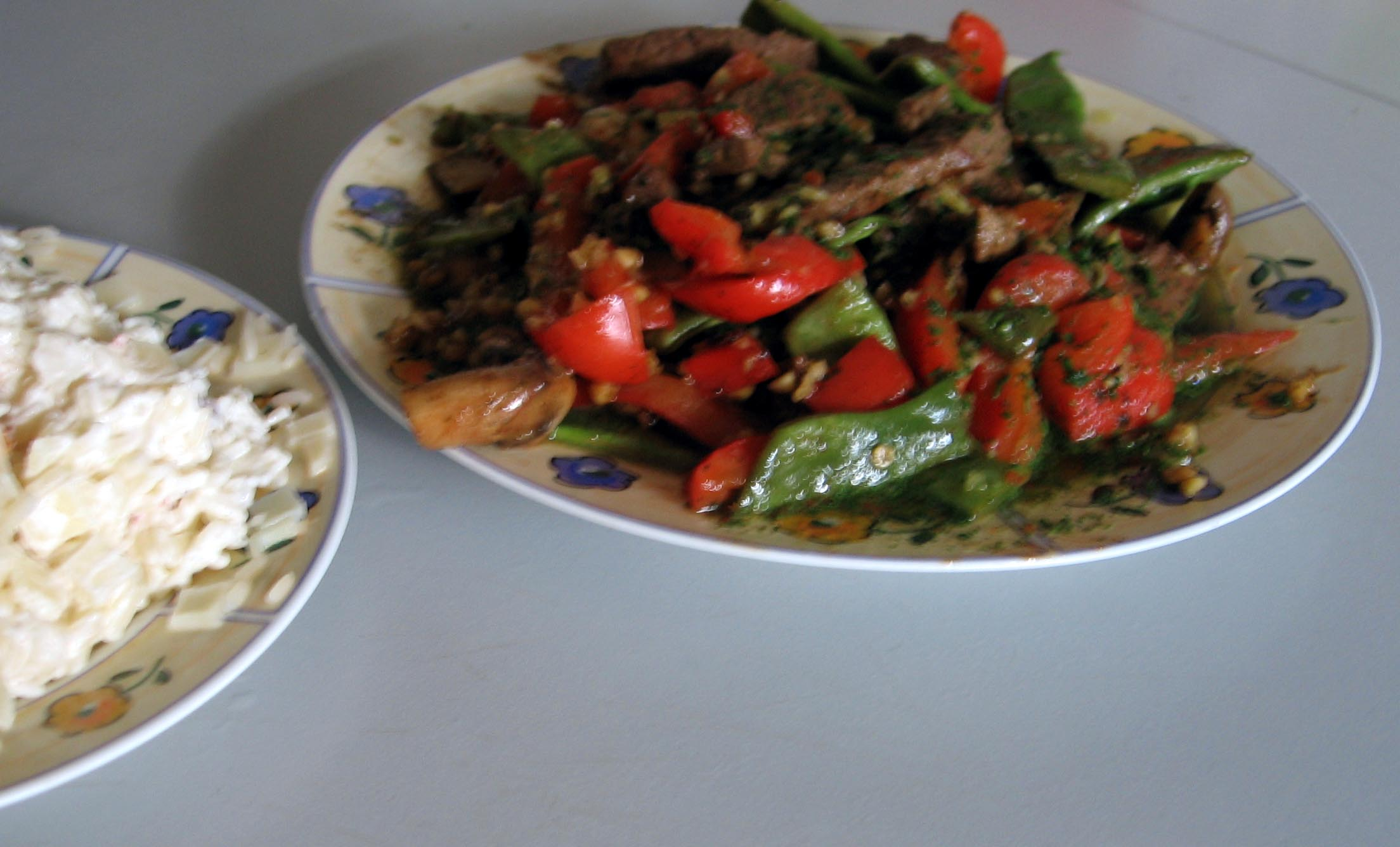
Vleesgerecht met Chimichurri

Chimichurri is een saus en marinade die in de Argentijnse keuken wordt gebruikt bij gegrild vlees.

## Kenmerken en bereiding
Tot het midden van de negentiende eeuw werd de chimichurri gepekeld. De pekel werd later vervangen door azijn. 
De bereiding van "chimi" of chimichurri is: gebruik als basisingrediënten olie en azijn. Voeg vervolgens toe: peterselie, oregano, rode peper, naar smaak knoflook, ui, laurier, zwarte peper, mosterdpoeder, tijm en bieslook. Alle ingrediënten met een vijzel malen en er daarna een emulsie van olie en azijn van maken, onder krachtig roeren van de saus. 
Er zijn twee verschillende soorten chimichurri's, milde en pittige, de laatste gekenmerkt door een groter deel peper, vooral  pepers.

## Oorsprong van de naam

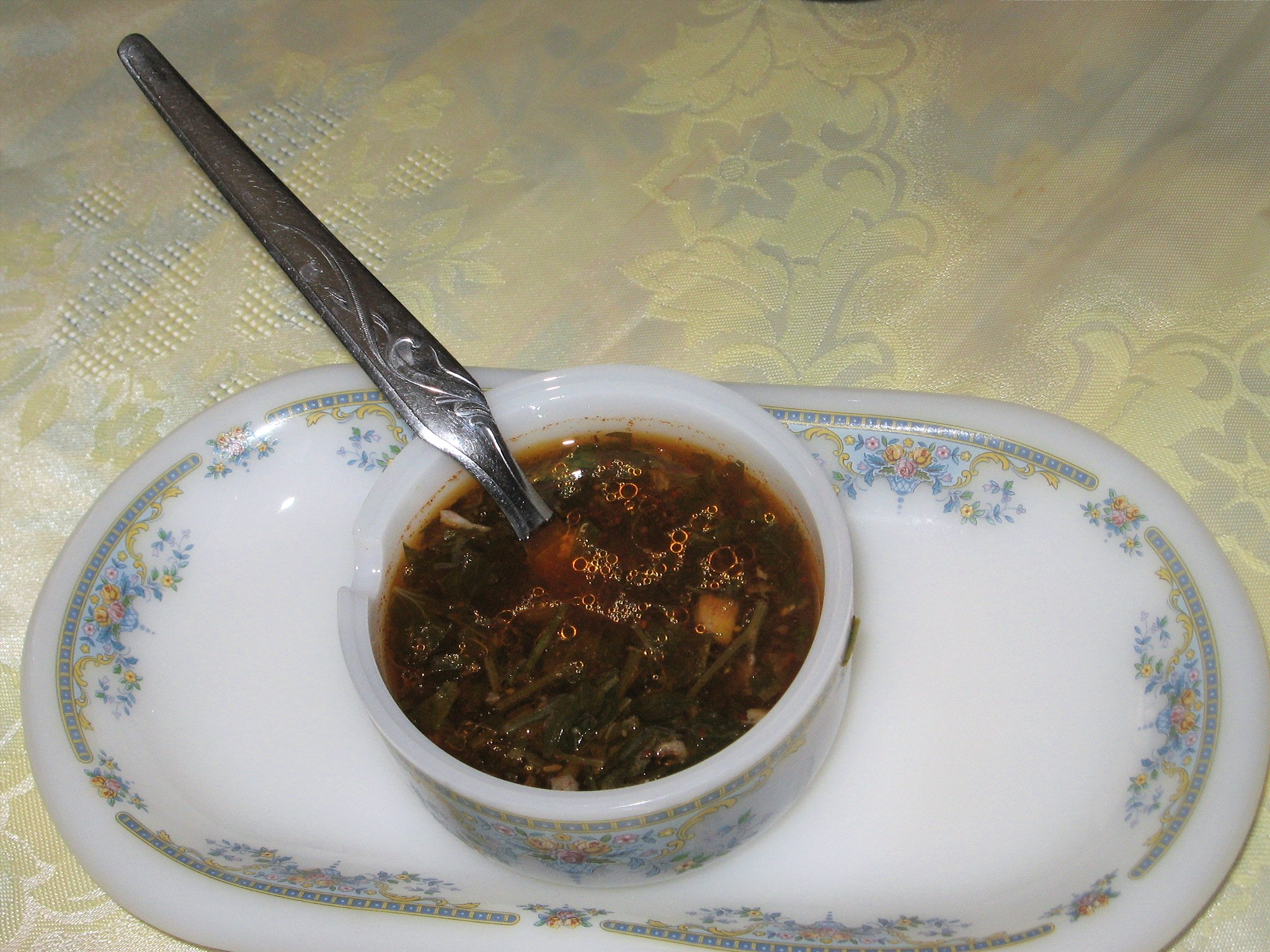
Chimichurri

De naam zou afkomstig zijn van 'Jimmy McCurry', een Ier uit de 19e eeuw die zich inzette voor de Argentijnse onafhankelijkheidsstrijd en die volgens zeggen de eerste was die deze saus zou hebben bereid. Omdat de naam 'Jimmy McCurry' moeilijk was uit te spreken door de lokale bevolking werd het verbasterd tot 'chimichurri'.
Er doen nog andere verhalen de ronde over de oorsprong van de naam, waarvan de meest waarschijnlijke is dat het een verbastering is van de Baskische frase tximitxurri.